# Graendal
Graendal är en av de kvinnliga Förlorade i Robert Jordans Sagan om Drakens återkomst. Hon var den andra av de förlorade att ansluta sig till Skuggan. Hon är den mest uppseendeväckande av de Förlorade och hon bär enorma smycken och nästan genomskinliga kläder.
Innan hon blev Graendal levde hon ett asketiskt liv som Kamarile Maradim Nindar. Som Kamarile var hon psykolog och botade psykiskt sjuka på extrema sätt. Hennes gåva kom inte från styrka i användandet av Kraften utan från hennes djupa insikt in i mänsklig motivering och uppträdande.
Trots att hon var älskad av folket (som bara hade hört talas om hennes goda arbete), så kom de som kände henne personligen inte bra överens med Kamarile. Hon var väldigt kritisk när det gällde de som inte levde upp till hennes standard; och eftersom de var absurt idealiska, slutade det med att hon blev besviken på de flesta. Eftersom världen inte levde upp till hennes krav vände hon sig till Skuggan, om världen inte accepterade hennes vägledning så använde hon sin otroliga förmåga till manipulation till förmån för Skuggan.
I stark kontrast till hennes tidigare livsstil så har Graendal lagt sig till med det dekadenta uppförande som nu har blivit synonymt till hennes namn. Hon ledde inga styrkor åt Skuggan men hennes avsevärda färdigheter i intriger (och hennes utan motstycke förmåga med Tvångskraften) har tjänat Skuggan enormt mycket.